# Hydraena levantina
Hydraena levantina är en skalbaggsart som beskrevs av Sahlberg 1908. Hydraena levantina ingår i släktet Hydraena och familjen vattenbrynsbaggar. Inga underarter finns listade i Catalogue of Life.